# Ludovic Moncheur
Le baron Ludovic Alfred Joseph Ghislain Moncheur, né le 12 mai 1857 à Bruxelles et y décédé le 25 juin 1940, est un diplomate belge qui fut ambassadeur extraordinaire et ministre plénipotentiaire de Sa Majesté le Roi des Belges et président de la commission diplomatique instituée auprès du ministère des Affaires étrangères.

## Biographie
Il est le fils de François Moncheur qui de 1871 à 1873 fut ministre des Travaux publics dans le gouvernement Malou I et qui obtint en 1881  du roi Léopold II concession de noblesse héréditaire avec le titre de baron transmissible à tous ses descendants.
Ludovic Moncheur, après avoir terminé son doctorat en droit à l’université catholique de Louvain, entra au ministère des Affaires étrangères en 1882 et devint conseiller le 19 mai 1882. Le 29 mai 1883 il fut accrédité à La Haye, le 27 janvier 1885 à Madrid, le 30 juin 1886 à Vienne, le 23 janvier 1887 à Berlin, le 12 février 1888 à Lisbonne et le 10 février 1890 à Rome.
Il fut ministre-résident à Mexico à partir du 7 septembre 1897, puis à partir du 5 juillet 1901 à Washington.
Nommé ministre plénipotentiaire le 5 juillet 1901, il exerça cette fonction dès le 15 mai 1909 à Constantinople jusqu'au 20 novembre 1914, lorsque la Sublime Porte entra dans le conflit mondial au côté des empires centraux.
Il termina sa carrière comme ambassadeur de Belgique à Londres du 31 octobre 1917 au 3 juillet 1927.

## Décorations
- Grand-croix de l'ordre de la Couronne (Belgique)
- Grand-croix de l'ordre de Léopold II (Belgique)
- Chevalier grand-croix de l'ordre royal de Victoria avec collier (Royaume-Uni et Commonwealth)
- Grand-croix de l'ordre de la Couronne d'Italie
- Grand-croix de l'ordre du Médjidié (Empire ottoman)
- Grand-croix de l'ordre du Lion et du Soleil (Perse)
- Grand-croix de l'ordre de Jade (Chine)
- Grand officier de l'ordre de Léopold (Belgique)
- Grand officier de la Légion d'honneur (France)
- Commandeur de l'ordre royal de l'Étoile polaire (Suède)
- Commandeur de l'ordre de l'Étoile africaine (Congo belge)
- Officier de l'ordre de la Couronne de chêne (Luxembourg)
- Chevalier de l'ordre de Charles III
- Croix civique de 1re classe (Belgique)

## Famille
Ludovic Moncheur épousa :

1. Mary Daisy Holman (1869-1897) le 26 octobre 1887. Elle était la fille de George Frederick Holman (1837-1885) et de Mary Katherine Steenbergen (veuve d'Edward Padelford Jr). Ils eurent 3 filles :
1. Marguerite Moncheur (1889-1972), baronne, épouse de Roger de Prelle de la Nieppe (1895-1953), lieutenant au premier régiment de carabiners aux troupes coloniales, capitaine d'infanterie honoraire, commandant de la garde militaire de Belgique à Pékin ;
2. Alix Moncheur (1890-1920), baronne, épouse de Robert Fresnel Loree, (1889-1979), vice-président de la Guaranty Trust Company ;
3. Louisa Moncheur (1892-1906), baronne.

2. Charlotte Clayton (1876-1944) le 15 janvier 1902. Elle était la fille du général Powell Clayton (1833-1914) et d'Adeline Mac Graugh. Ils eurent 2 filles et un fils :
1. Adeline Moncheur (1904-1983), baronne, épouse de Pierre de Montpellier d'Annevoie (1897-1985), châtelain d'Annevoie ;
2. Charles Moncheur (1908-1977), baron, époux de Sybil Stocklinsky (1913-1995), dont postérité ;
3. Marie Moncheur (1911-1967), baronne, épouse de Ronald Medlicott (1911-2000), major d'artillerie.

## Anecdotes
- En 1900, Ludovic Moncheur revend à Jules Goffinet des terres qu'il avait hérité de sa bisaïeule Anne de Coppin, dame de Vecmont, à Conneux ; c'est sur ces terres que sera érigé le château de Reux en 1909[5] ;
- Ludovic Moncheur possédait le château de Namêche, résidence de campagne sur les bords de Meuse à Andenne dont une partie du domaine sera par la suite dévolu à la construction d'un pont passant au-dessus de la meuse.

## Galerie de photos

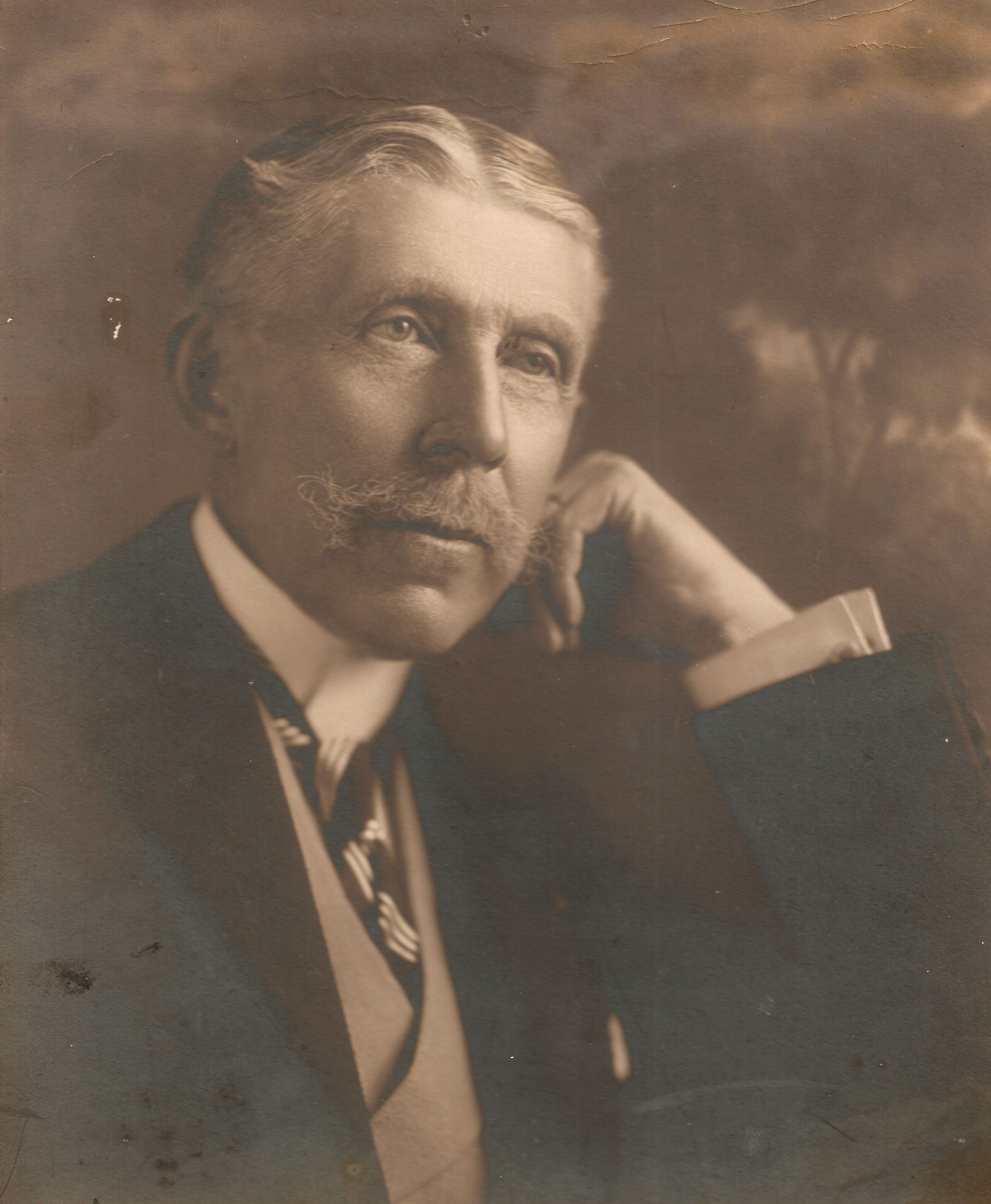
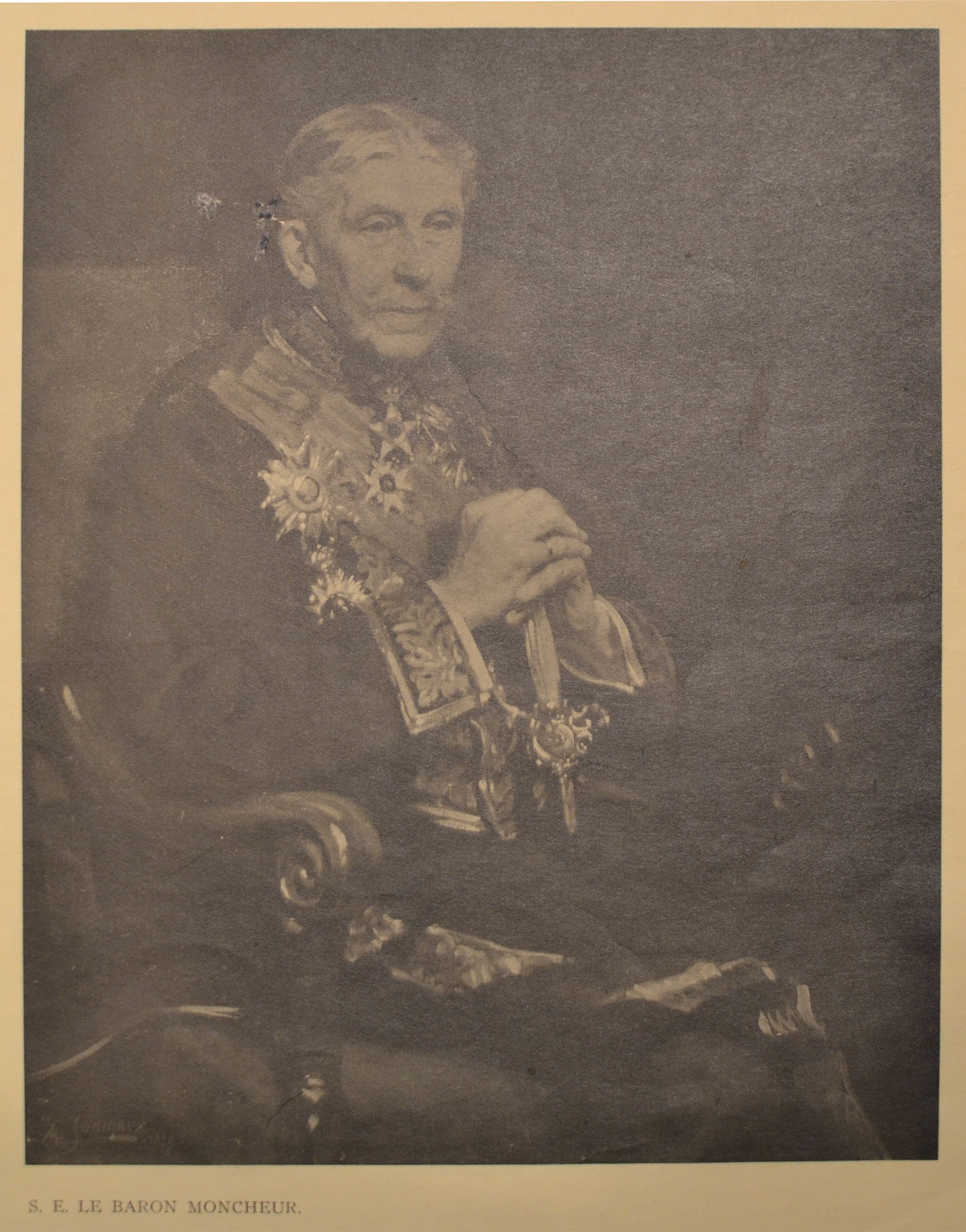